# Ambrogio Spreafico
Ambrogio Spreafico (Garbagnate Monastero, 26 marzo 1950) è un vescovo cattolico italiano, dal 1º luglio 2025 vescovo emerito e amministratore apostolico di Frosinone-Veroli-Ferentino e di Anagni-Alatri.

## Biografia
Nasce a Garbagnate Monastero, in provincia di Lecco ed arcidiocesi di Milano, il 26 marzo 1950 da Luigi e Maria Molteni.

### Formazione e ministero sacerdotale
Frequenta le scuole medie e poi gli studi classici presso i Chierici regolari di San Paolo, noti come barnabiti.
Il 12 aprile 1975 è ordinato presbitero a Roma per i Chierici regolari di San Paolo. Il 1º gennaio 1976 è incardinato nella sede suburbicaria di Palestrina e, il 15 novembre 1988, nella diocesi di Roma.
Ottiene il baccalaureato in filosofia e teologia presso la Pontificia università urbaniana, proseguendo gli studi per la specializzazione in sacra scrittura presso il Pontificio Istituto Biblico di Roma, dove nel 1978 consegue la licenza e, nel 1984, il dottorato.
Insegna lingua ebraica al Pontificio Istituto Biblico, dal 1978 al 1991 e presso la facoltà valdese di teologia, dal 1984 al 1985; insegna Antico Testamento presso la Pontificia università urbaniana, dal 1992 al 2008, e presso l'Istituto superiore di studi religiosi del medesimo ateneo romano, dal 1978 al 1986. È rettore magnifico della Pontificia università urbaniana per tre mandati (1997-2000, 2000-2003 e 2005-2008). Dal 2000 al 2003 presiede la Conferenza dei rettori delle Pontificie università romane.
Svolge la sua attività pastorale nella comunità di Sant'Egidio a Roma e in Germania, e nelle parrocchie di Santa Maria in Trastevere e di San Filippo Neri in Eurosia (alla Garbatella) in Roma. Dal 10 aprile 1998 è cappellano di Sua Santità e, nello stesso anno, il Santo Padre lo nomina consultore della Congregazione per l'evangelizzazione dei popoli.
È autore di numerosi libri ed articoli di argomento biblico e spirituale su diverse riviste e dizionari specializzati. Tra le lingue moderne conosce e parla tedesco, inglese e francese, legge e comprende lo spagnolo e il portoghese.

### Ministero episcopale
Il 3 luglio 2008 papa Benedetto XVI lo nomina vescovo coadiutore di Frosinone-Veroli-Ferentino, concedendogli tutte le facoltà di ordinario diocesano. Il 26 luglio seguente riceve l'ordinazione episcopale, con l'arcivescovo Luis Francisco Ladaria Ferrer (poi cardinale), nella basilica di San Giovanni in Laterano, dal cardinale Tarcisio Bertone, co-consacranti il cardinale William Joseph Levada e il vescovo Vincenzo Paglia (poi arcivescovo). Il 28 luglio prende possesso della diocesi, affiancando il vescovo Salvatore Boccaccio.
Il 18 ottobre 2008, alla morte di monsignor Boccaccio, diviene vescovo ordinario di Frosinone-Veroli-Ferentino.
Dal 16 giugno 2010 al 2015 è presidente della Commissione episcopale per l'evangelizzazione dei popoli e la cooperazione tra le Chiese della Conferenza Episcopale Italiana. Il 4 maggio 2011 è nominato dal Santo Padre membro della Congregazione delle cause dei santi. Il 18 maggio 2016, in seno alla CEI, è eletto presidente della Commissione episcopale per l'ecumenismo e il dialogo interreligioso, della quale era già presidente "ad interim" dal gennaio 2016; ricopre l'incarico fino a maggio 2021. L'8 luglio 2020 papa Francesco lo nomina membro del Pontificio consiglio per il dialogo interreligioso.
Il 10 novembre 2022, avendo papa Francesco unito in persona episcopi la diocesi di Frosinone-Veroli-Ferentino con la diocesi di Anagni-Alatri, è nominato vescovo anche di quest'ultima sede; succede a Lorenzo Loppa, dimessosi per raggiunti limiti di età. Il 15 gennaio 2023 prende possesso della diocesi.
Il 1º luglio 2025 papa Leone XIV accoglie la sua rinuncia, presentata per raggiunti limiti di età, al governo pastorale delle diocesi di Frosinone-Veroli-Ferentino e di Anagni-Alatri; gli succede Santo Marcianò, già ordinario militare per l'Italia. Rimane amministratore apostolico delle diocesi fino all'ingresso del successore.

## Genealogia episcopale
La genealogia episcopale è:
- Cardinale Scipione Rebiba
- Cardinale Giulio Antonio Santori
- Cardinale Girolamo Bernerio, O.P.
- Arcivescovo Galeazzo Sanvitale
- Cardinale Ludovico Ludovisi
- Cardinale Luigi Caetani
- Cardinale Ulderico Carpegna
- Cardinale Paluzzo Paluzzi Altieri degli Albertoni
- Papa Benedetto XIII
- Papa Benedetto XIV
- Cardinale Enrico Enriquez
- Arcivescovo Manuel Quintano Bonifaz
- Cardinale Buenaventura Córdoba Espinosa de la Cerda
- Cardinale Giuseppe Maria Doria Pamphilj
- Papa Pio VIII
- Papa Pio IX
- Cardinale Gustav Adolf von Hohenlohe-Schillingsfürst
- Arcivescovo Salvatore Magnasco
- Cardinale Gaetano Alimonda
- Cardinale Agostino Richelmy
- Vescovo Giuseppe Castelli
- Vescovo Gaudenzio Binaschi
- Arcivescovo Albino Mensa
- Cardinale Tarcisio Bertone, S.D.B.
- Vescovo Ambrogio Spreafico

## Opere
- Esodo, memoria e promessa. Interpretazioni profetiche, Edizioni Dehoniane Bologna, 1985, ISBN 8810302028.
- Il libro dell'Esodo, Città Nuova Editrice, 1992, ISBN 8831137344.
- Guida allo studio dell'ebraico biblico, Società Biblica britannica, 1993, ISBN 8823780047.
- I profeti. Introduzione e saggi di lettura, Edizioni Dehoniane Bologna, 1993, ISBN 8810205677.
- Marco, il primo vangelo, Urbaniana University press, 2000, ISBN 8840190031.
- Il nome di Dio. Temi biblici dell'Antico Testamento, Leonardo International, 2002, ISBN 8886482892.
- La voce di Dio per capire i profeti, Edizioni Dehoniane Bologna, 2003, ISBN 8810407342.
- Dio ama i poveri, Edizioni San Paolo, 2006, ISBN 8821556085.
- Da nemici a fratelli. Il sogno di Dio per il mondo, Edizioni San Paolo, 2010, ISBN 8821569284.